# تودسفلده
تودسفلده (به آلمانی: Todesfelde) یک شهر در آلمان است که در زگه‌برگ واقع شده‌است. تودسفلده ۱٬۰۳۸ نفر جمعیت دارد.